# Ballyturk
Ballyturk  è un album di Teho Teardo pubblicato nel 2014 dalla Specula.

## Tracce
1. Poisonous His Envy
2. Kitchen, Infinity
3. Foreboding
4. I Thought We Knew Everything There Was To Know
5. Let's Not Talk About Us
6. Just Maybe
7. It Needs A Death
8. The Outside Force